# 2024 en architecture
| Années de l'architecture : 2021 - 2022 - 2023 - 2024 - 2025 - 2026 - 2027    |
| Décennies de l'architecture : 1990 - 2000 - 2010 - 2020 - 2030 - 2040 - 2050 |

Cet article présente les événements liés à l'architecture au cours de l'année 2024 du calendrier grégorien.

## Événements
- x

## Réalisations
- x

## Récompenses et distinctions
- Mars : le Japonais Riken Yamamoto reçoit le célèbre prix Pritzker[1]

## Décès

### Janvier
- 6 janvier : Kurt W. Forster, (historien suisse de l'architecture) (° 12 juin 1935)
- 2 mars : Antoine Predock, architecte américain (° 24 juin 1936)
- 10 mars : José Oubrerie, architecte français (° 9 novembre 1932)
- 3 avril : Gaetano Pesce, architecte, designer industriel, concepteur de meubles, décorateur d'intérieur, entrepreneur, professeur d'université, sculpteur, créateur de bijoux, designer et performeur italien (° 8 novembre 1939)
- 6 juin : Fumihiko Maki, architecte japonais (° 6 septembre 1928)
- 29 septembre : Jean Yernaux, architecte et urbaniste belge (° 24 juillet 1930)
- 16 décembre : Yoshio Taniguchi, architecte japonais (° 17 octobre 1937)

## Centenaire
Naissances
- Arthur Erickson.
- Sverre Fehn.

Décès
- Henry Bacon
- Louis Sullivan
- Bertram Goodhue
- Giovanni Battista Bossi